# Antiparticulă
Corespunzător fiecărei particule subatomice, există o antiparticulă cu masă egală, dar sarcina electrică opusă. Unele particule sunt identice cu antiparticulele lor. Pentru aceasta este necesar ca particula să nu fie încărcată electric, dar nu toate particulele de acest fel sunt identice cu antiparticulele corespunzătoare lor.

## Asocierea cu particulele
Pentru fiecare dintre particulele subatomice [electroni, protoni, neutroni (alcătuiți, la rândul lor din particule și mai mici, numite cuarci/quarcuri)] există câte o antiparticulă. Antiparticulele au aceeași masă ca particulele respective, dar le sunt opuse în ceea ce privește sarcina și alte atribute.
Astfel, antiparticula electronului, numită pozitron, are o sarcină pozitivă, opusă sarcinii electronului; un atom de hidrogen este format din un proton pozitiv în jurul căruia se rotește un electron negativ, un atom de antihidrogen este format dintr-un antiproton negativ în jurul căruia se rotește un pozitron pozitiv.
În anul 1932 s-a confirmat existența pozitronului iar în anul 1955 a fost descoperit antiprotonul.
Există particule care sunt propriile lor antiparticule. Un exemplu este fotonul, particula de lumină, deci lumina și antilumina sunt unul și același lucru.

## Proprietăți
Un atom emite lumină atunci când un electron trece de pe un nivel de energie mai mare la un nivel de energie mai mică. Un antiatom emite lumina în același fel.